# Эпидемический очаг
Эпидеми́ческий оча́г — место нахождения источника инфекции с окружающей его территорией в пределах которой возбудитель способен передаваться от источника инфекции к людям, находящимся в контакте с ним.

## Условия возникновения
Для возникновения эпидемического очага является наличие следующих условий:
- Источник инфекции;
- Факторы передачи инфекции;
- Восприимчивый коллектив.

Эти звенья инфекционного процесса называют также «триадой Громашевского».

## Границы очага
Очаг инфекции имеет временные и территориальные границы. Территориальные границы эпидемического очага отличаются при разных видах инфекции и зависят от трёх основных обстоятельств:
- Устойчивость возбудителя к различным факторам;
- Возможности контактов источников инфекции с другими людьми;
- Механизма передачи инфекции.

Продолжительность существования очага инфекции определяется с момента выявления нулевого пациента до окончания срока максимального инкубационного периода с момента изоляции последнего больного.

## Эпидемиологическое обследование
Обнаруженный в результате отдельных вспышек или эпидемических процессов очаг подлежит эпидемическому обследованию, целью которого является выявление условий и причин формирования очага.
Эпидемиологическое обследование предполагает комплекс мероприятий, а именно:
- Опрос и обследование заболевших;
- Опрос и обследование здоровых людей в очаге;
- Обследование внешней среды;
- Определение границ очага;
- Разработка и обоснование мероприятия по локализации и ликвидации очага.